# Vladimir Lučić
Vladimir Lučić (en serbe : Владимир Лучић), né le 17 juin 1989 à Belgrade, dans la République socialiste de Serbie, est un joueur serbe de basket-ball, évoluant aux postes d'arrière et d'ailier.

## Carrière

### Palmarès
- Champion de Serbie 2009, 2010, 2011, 2012
- Vainqueur de la coupe de Serbie 2009, 2010, 2011, 2012
- Vainqueur de la ligue adriatique 2009, 2010, 2011
- Vainqueur de l'Universiade d'été de 2011
- Champion d'Allemagne 2018 et 2019 avec le Bayern Munich
- Élu dans le cinq majeur (All-EuroLeague First Team) de l'Euroligue 2020-2021
- Élu dans le deuxième cinq majeur (All-EuroLeague Second Team) de l'Euroligue 2021-2022